# McLaren MCL36
Vůz McLaren MCL36 je zcela nový monopost navržený v souladu s výrazně upravenými pravidly sezóny 2022. Jde o první vůz McLarenu, který byl navržen pod vedením Jamese Keye, neboť předchozí vůz MCL35 byl evolucí vozu MCL34, na kterém se Key ještě nepodílel. Jezdecká sestava zůstala ve složení Lando Norris a Daniel Ricciardo.

## Výsledky v sezóně 2022

### Předsezónní testování
První předsezónní test konaný v Barceloně ujel tým 3. největší vzdálenost (1715,7 km/367 kol) a zároveň získal 3. nejlepší čas. Po testech označil Norris dosažené výsledky za "solidní začátek", ale také dodal že tým se během testů potýkal s mnoha méně viditelnými problémy. Hlavním tématem testů byl problém poskakování vozů, tzv. "porpoising". Tento jev je způsoben vysokým přítlakem generovaným podlahou který způsobí pokles výšky vozu. Malá vzdálenost mezi podlahou monopostu a vozovkou naruší proudění vzduchu, dojde k poklesu přítlaku a vůz se opět "zvedne". Pokud se tento děj opakuje s vysokou frekvencí, může dojít k rezonanci s vypružením vozu a celý monopost začne výrazně "poskakovat". Tento jev se vyskytoval ve Formuli 1 již dříve, avšak vymizel s úpravami pravidel pro omezení přízemního efektu, které znemožnily generovat podstatnou část přítlaku od podlahy vozu. Změnou pravidel pro sezónu 2022 se tato omezení uvolnila a problém poskakování vozů se vrátil. Nejjednodušším řešením tohoto problému je zvednout jízdní výšku vozu. Tato úprava vyřeší problém poskakování ve vysokých rychlostech, ale zároveň sníží úroveň přítlaku během celého kola, a tedy i v zatáčkách. Na monopostu MCL36 se tento problém skoro neprojevil. Ve srovnání s ostatními týmy se vůz MCL36 vyznačuje velmi silnými víry podél bočních okrajů podlahy. Tyto víry umožňují udržet proudění vzduchu pod vozem i při vyšší jízdní výšce, která tak nezpůsobí výraznou ztrátu přítlaku. Technický ředitel James Key prohlásil, že tento děj se velmi těžce simuluje ve větrném tunelu. Stabilitu vozu MCL36 přisoudil více štěstí doplněném o vyřešení jízdních vlastností monopostu při různém nastavení výšky než cílenému zaměření na zmírnění tohoto problému.
V druhém předsezónním testu se tým nečekaně potýkal s přehříváním předních brzd, které znemožnilo zkoušet dlouhé jízdy včetně závodních simulací. První den testů ujel Norris pouze 50 kol, druhý den se podařilo ujet 60 kol. Na poslední den tým nasadil narychlo vyrobené a dopravené brzdové kanály. Norris dokázal s takto upraveným vozem ujet 90 kol. Ricciardo se kvůli pozitivnímu testu na covid-19 testu nezúčastnil. McLaren v Bahrajnu urazil s výrazným odstupem nejmenší vzdálenost ze všech, přičemž nejrychlejší Norrisův čas stačil pouze na 9. místo. Zástupci McLarenu se snažili test zhodnotit pozitivně, ale zároveň uznali, že problémy s brzdami neumožnily splnit testovací program. Andreas Seidl po skončení testů uvedl, že cílem je plně vyřešit problém s přehříváním brzd. Řešení použité v poslední den testů označil za improvizované s dopadem na výkonnost vozu. Problém se podařilo vyřešit před prvním závodem, ale s dopadem na časový harmonogram vývoje vozu. 

### Úvodní závody
I přes další pokrok v oblasti chlazení brzd se v prvním závodu ukázaly následky narušené přípravy i samotné nedostatky vozu, doplněné o nevhodnou závodní strategii. Ani jeden z jezdců se nedostal do poslední části kvalifikace a nakonec dokončili závod na 14.(Ricciardo) a 15.(Norris) místě. Závod při tom nedokončily 3 vozy. Jezdci McLarenu tak dokázali překonat pouze Latifiho Williams a Aston Martin, který řídil náhradník Nico Hülkenberg. Seidl po závodě označil spolehlivost obou vozů za jedinou pozitivní část závodu. Tým tento víkend využil alespoň pro získání dalších dat ve snaze stáhnout zpoždění způsobené nesplněním testovacího programu druhého předsezónního testu. Kvůli řešení problémů s brzdami nedokázal McLaren pro další závod připravit nové díly. Přesto získaná data stačila pro výrazný posun ve výkonnosti a po kvalifikaci na 11. místě získal Norris první body díky 7. místu. Ricciardo musel kvůli penalizaci startovat ze 14. místa, ale i on se dokázal v závodě probojovat na bodované příčky. Kvůli mechanickému problému ovšem závod nedokončil. Do třetího závodu sezóny v Austrálii nastoupil tým v mnohem lepší formě a po startu ze 4. a 7. místa se oběma jezdcům podařilo dojet na bodovaných pozicích. I díky odstoupení Maxe Verstappena a Carlose Sainze tak tým získal 18 bodů díky 5. (Norris) a 6. (Ricciardo) místu. Po závodě tým snižoval další očekávání a dobrý výsledek i přes změny na voze přisoudil povaze okruhu. Tým také odhalil problémy s nedostatkem paliva, které donutily Norrise ke konci závodu výrazně zpomalit.  Dobrou formu McLaren přenesl i do Itálie. 

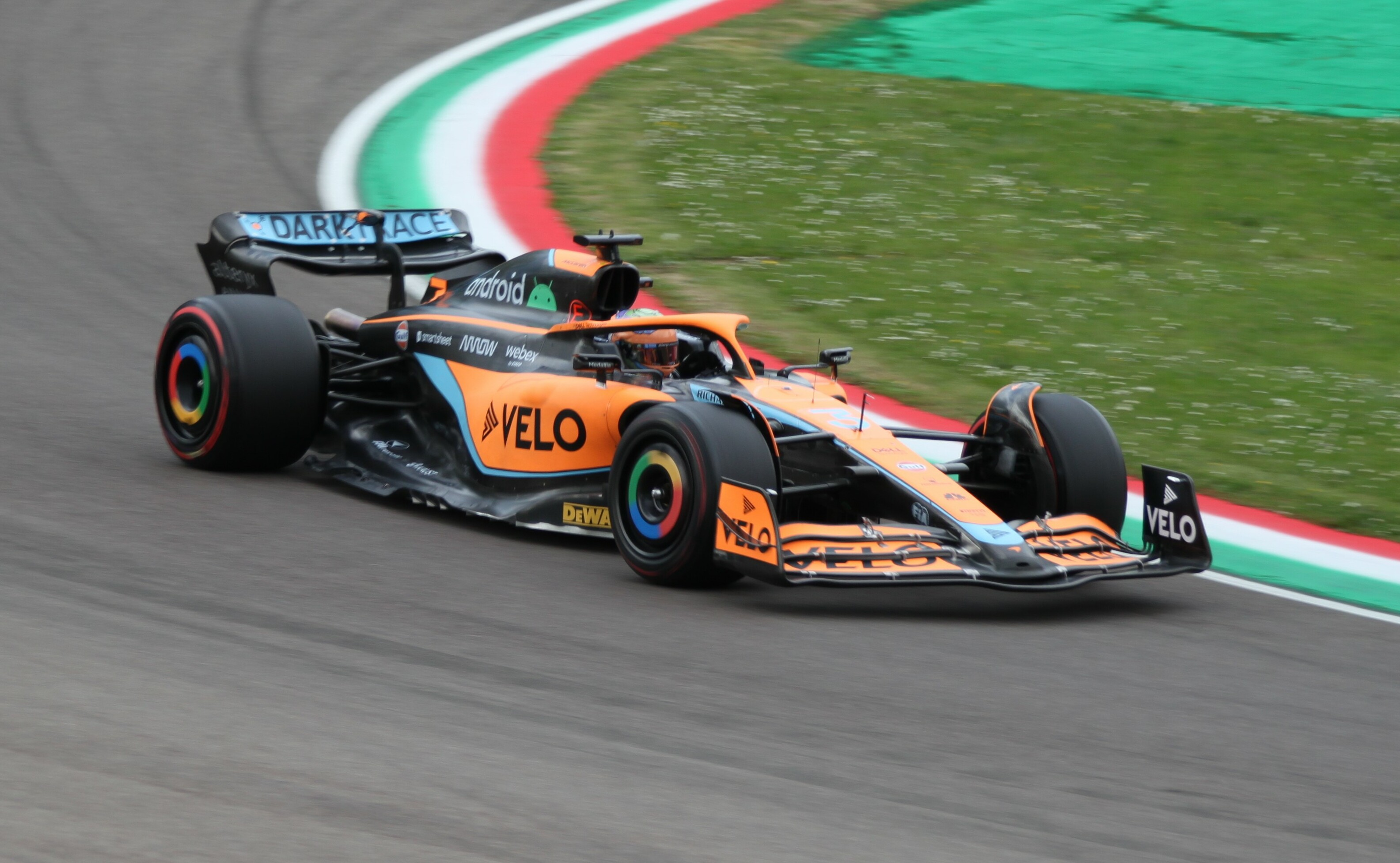
Ricciardo během sprint závodu na okruhu v Imole.

Po vydařené kvalifikaci startovali do sprintu Norris a Ricciardo ze 3. řady na roštu a své pozice se jim podařilo udržet až do cíle. Hlavní závod měl pro oba jezdce velmi odlišný průběh. Zatímco Norris se vyvaroval problémů a dojel na poslední pódiové příčce, Ricciardo v úvodu závodu kolidoval s Carlosem Sainzem a s poškozeným vozem se již nedokázal dostat na bodované příčky. Ze závodu v Miami odjel McLaren bez bodů poté, co Norrisův závod skončil kolizí s Gaslym a Ricciardo se po nepodařené kvalifikaci nedokázal probojovat na bodované příčky. Navíc po závodě byl Ricciardo spolu s Alonsem penalizován a propadl se na 13. příčku. Ve Španělsku se Norris vrátil na bodované pozice i přes zdravotní problémy, které jej provázely celý víkend. Naopak Ricciardovi po vydařené kvalifikaci chyběla v závodě přilnavost a dojel pouze na 12. místě. V deštěm ovlivněném závodu v Monaku opět bodoval pouze Norris, který navíc získal bod za nejrychlejší kolo závodu.
Problémy odhalené v druhém předsezónním testu značně ovlivnily přípravy týmu na sezónu a krátká pauza do prvního závodu (test skončil 12. 3. a již 18. 3. se jely první tréninky v Bahrajnu) znemožnila tyto problémy plně vyřešit před začátkem sezóny. Přesto McLaren, především díky Norrisovi, bodoval v 5 ze 7 úvodních závodů. a navíc dosáhl i na jedno pódiové umístění a jedno nejrychlejší kolo v závodu. Naopak Ricciardo se s novým vozem spíše trápil a v tomto úvodu sezóny bodoval pouze jednou. O druhý bodovaný výsledek jej připravily technické potíže v Saúdské Arábii. Monopost MCL36 se ukázal jako stabilní vůz netrpící "poskakováním" jako monoposty některých soupeřů.

### Druhá třetina sezóny
V Baku oba jezdci kvalifikovali těsně mimo bodované pozice. V závodě ovlivněném několika virtuálními safety cary a odstoupením, mimo jiné, obou vozů Ferrari se tým vyvaroval problémů a získal podruhé v sezóně dvojité body. V Kanadě se oba jezdci opět vyvarovali větších problémů, ale nedostatek rychlosti a problémy s předjížděním znamenaly, že po třetí v této sezóně McLaren nezískal žádné body. Start dalšího závodu na Silverstonu poznamenaly hned dvě vážné nehody a červená vlajka. Při opakovaném startu Norris dokázal překonat Hamiltona a po problémech Péreze udržoval několik kol 4. příčku. Většinu závodu se dokázal držet poblíž čela a cílem projel pouze se ztrátou necelých 12 sekund na vítěze na 6. příčce, ze které odstartoval. Ricciardo opět bojoval s nedostatkem přilnavosti a dokončil závod na pouhém 13. místě, přičemž ze závodu odstoupilo 6 jezdců. V Rakousku Ricciardo opět bodoval, když v závodě získal 2. pozice a obsadil 9. příčku. Lando Norris i přes penalizaci 5 s za překročení traťových limitů postoupil o 3. místa a dojel na 7. příčce. Před závodem ve Francii obdržel monopost celkem 7 zlepšení. Změny se týkaly zadního křídla, bočnic, podlahy, difuzoru a chlazení.  V samotném závodu pak oba jezdci stejného výsledku jako v Rakousku. Po vydařené kvalifikaci v Maďarsku obsadil Norris potřetí v řadě 7. místo. Oproti tomu Ricciardo nedokázal v průběhu závodu udržet tempo s ostatními a po penalizaci za kontakt se Strollem byl klasifikován na 15. místě.

Oba monoposty po obdržení balíku zlepšení na okruhu Paul-Ricard. Norris vede Ricciarda, v pozadí kolize mezi Cunodou a Oconem.

S ohledem na dlouhodobé problémy Ricciarda, který výrazně zaostával za Norrisem, oznámil McLaren před dalším závodem předčasné ukončení smlouvy s Ricciardem. Zak Brown v tomto oznámení uvedl, že obavy nad dosahovanými výsledky sdílel tým s Ricciardem již několik měsíců. Zároveň zdůraznil, že šlo o těžké rozhodnutí a připomněl Ricciardovo vítězství na Monze v předchozím roku.
Deštěm ovlivněná kvalifikace ve Spa skončila pro Norrise havárií ve třetí části a po následující penalizaci startoval do závodu až ze 17. místa, odkud se nedokázal probojovat na bodované pozice. Ricciardo se do třetí části kvalifikace těsně nedostal, ale díky penalizacím ostatních jezdců (včetně Norrise) startoval do závodu ze 7. místa. V závodě však nedokázal místo udržet a propadl se dokonce i za svého týmového kolegu. Ani v Zandvoortu  se Ricciardova forma nezlepšila a po nepovedené kvalifikaci startoval do závodu ze 17. místa na kterém závod také dokončil. Norris, jehož kvalifikace byla o poznání povedenější, také udržel své startovací místo a dokončil závod na 7. místě.

### Závěr sezóny
Stejně jako v posledních letech i tentokrát Monza týmu svědčila. Oba jezdci se dostali do třetí části kvalifikace a po penalizacích ostatních jezdců startovali z druhé řady na roštu. Norris se po nepovedeném startu dokázal probojovat zpátky a závod dokončil na 7. místě za vozy "velké trojky". Ricciardův závod byl o poznání klidnější, avšak musel odstoupit z 8. místa kvůli úniku oleje. Následující závod v Singapuru byl odložen kvůli silnému dešti. Norrisovi se tentokrát start z 6. místa povedl a hned v úvodu překonal Alonsa. Ricciardo, který vypadl už v první části kvalifikace, se probojoval v prvním kole na dosah bodů k 12. místu. Osychající trať působila mnoha jezdcům problémy, čehož dokázali Norris i Ricciardo využít a nakonec dokončili závod za sebou na 4. a 5. místě. Alpine v závodě nebodoval a McLaren se tak vrátil na 4. příčku v poháru konstruktérů. I následující závod v Japonsku byl ovlivněn silným deštěm a nehodami. Norrisovi se nepovedl start do závodu, ale díky dobré strategii se probojoval o několik pozic dopředu. Ricciardův závod byl opačný, kdy postup při vydařeném startu zhatila nevhodně zvolená strategie. Nakonec si tým odvezl jediný bod zásluhou Norrise. V USA se Norris opět dostal do 3. části kvalifikace a po penalizaci ostatních jezdců startoval z 6. místa, na kterém závod také dokončil. Ricciardův víkend se nevydařil, nepostoupil z první části kvalifikace a v závodě si o jedno místo pohoršil. Závod byl ovlivněn velkou nehodou Alonsa, který však byl schopen pokračovat a nakonec dokončil závod těsně za Norrisem. Po protestu Haasu byl nejprve penalizován za jízdu s nebezpečným vozem a propadl se mimo body, ale po stížnosti svého týmu Alpine byla penalizace zrušena kvůli formalitě - Haas podal protest 24 minut po uplynutí lhůty. V Mexiku se Norris opět dostal do poslední části kvalifikace a do závodu odstartoval z 8. místa. Ricciardo se do třetí části kvalifikace těsně nedostal. V závodu však měl velmi dobrou rychlost a i díky vhodně zvolené strategii se ke konci závodu probojoval na 7. místo, které udržel i přes penalizaci 10 sekund za kolizi s Cunodou. Norris závod dokončil na 9. místě. V deštěm ovlivněné kvalifikaci před sprint závodem v Brazílii si Norris zajistil 4. příčku, zatímco Ricciardovi se podařilo získat pouze 14. startovací místo. Sprint se oběma jezdcům vydařil, když Norris získal 2 body za 7. místo a Ricciardo si zajistil do závodu start z 11. místa. Oba jezdci týmu Alpine se navíc zapletli do vzájemného souboje a propadli se až ke konci startovního roštu. V hlavním závodě ovšem Norris ani Ricciardo nebodovali. Ricciardův závod skončil hned v prvním kole po kolizi s Magnussenem. Norris, který v závodě kolidoval s Leclercem, nakonec odstoupil v 51. kole závodu. Naopak týmu Alpine se dařilo a před posledním závodem navýšil svůj náskok na 19. bodů. V Abú Dhábí se oba jezdci probojovali až do třetí části. Ricciardo byl ovšem odsunut o 3. pozice dozadu vlivem penalizace za nehodu s Magnussenem. V posledním závodu se oba vozy vyhnuly problémům a díky odstoupení Alonsa a Hamiltona oba jezdci bodovali. Norris si také připsal nejrychlejší kolo závodu. Na získání 4. místa v poháru konstruktérů to ovšem nestačilo.
Díky dohodě s týmem Alpine byl Oscar Piastri předčasně uvolněn ze své smlouvy, aby se mohl zúčastnit závěrečného testu v Abú Dhabí. Cílem testu bylo získat první zkušenosti s novými pneumatikami Pirelli určenými pro sezonu 2023. Piastriho úkolem byla především integrace v McLarenu a ujetí co největší vzdálenosti. I přes zastavení na trati a vyvolání červené vlajky ujel Piastri 123 kol. Norris, jenž se zaměřil na testování nových pneumatik, zvládnul 115 kol. Oba jezdci označili den za vydařený, což potvrdil i výkonný ředitel pro závodění Andrea Stella. 

### Zhodnocení sezony
Po slibném prvním předsezónním testu narazil tým při druhém testu na nedostatky v chlazení předních brzd. Tento problém se nepodařilo vyřešit do začátku sezony a i v prvním závodu měl monopost MCL36 osazeny dočasné komponenty. Tento problém výrazně ovlivnil výkonnost v první části sezony a z dlouhodobého hlediska i vývoj a nasazování dalších vylepšení na vůz. Z celkem 22 závodních víkendů bodovali oba jezdci pouze v sedmi. V dalších 11. závodech tým bodoval zásluhou Landa Norrise. Pro srovnání, v předchozí sezoně získal tým celkem 275 bodů a těsně mu unikla 3. příčka v poháru konstruktérů. I přes všechny technické potíže na začátku sezóny se vůz MCL36 ukázal jako spolehlivý a z celkem pěti odstoupení pouze 3. způsobila porucha vozu.
Při porovnání těchto výsledků je patrné, že McLaren nezvládl přechod na nová pravidla tak dobře jako ostatní týmy. Další bodová ztráta v poháru byla způsobena slabou formou Ricciarda, jehož nejlepší výsledek sezony bylo 5. místo a za celou sezonu získal pouze 37 bodů oproti loňským 115. Lando Norris získal pro tým celkem 122 bodů (pokles ze 160) a také zajistil McLarenu jeho jediné pódium v sezoně. Zajímavostí je, že jde o jediné pódiové umístění v roce 2022, které nezískal jezdec Red Bullu, Ferrari anebo Mercedesu. Tento výkonnostní rozdíl byl hlavním důvodem pro předčasné ukončení smlouvy s Ricciardem a jeho náhradu za Oscara Piastriho. 

## Umístění v sezóně 2022
| Legenda k tabulce | Legenda k tabulce                                                                       |
| Barva             | Výsledek                                                                                |
| ----------------- | --------------------------------------------------------------------------------------- |
| Zlatá             | Vítěz                                                                                   |
| Stříbrná          | 2. místo                                                                                |
| Bronzová          | 3. místo                                                                                |
| Zelená            | Bodované umístění                                                                       |
| Modrá             | Nebodované umístění                                                                     |
| Modrá             | Dokončil neklasifikován (NC)                                                            |
| Fialová           | Odstoupil (Ret)                                                                         |
| Červená           | Nekvalifikoval se (DNQ)                                                                 |
| Červená           | Nepředkvalifikoval se (DNPQ)                                                            |
| Černá             | Diskvalifikován (DSQ)                                                                   |
| Bílá              | Nestartoval (DNS)                                                                       |
| Bílá              | Závod zrušen (C)                                                                        |
| Světle modrá      | Pouze trénoval (PO)                                                                     |
| Světle modrá      | Páteční testovací jezdec (TD)                                                           |
| Bez barvy         | Netrénoval (DNP)                                                                        |
| Bez barvy         | Vyřazen (EX)                                                                            |
| Bez barvy         | Nepřijel (DNA)                                                                          |
| Bez barvy         | Odvolal účast (WD)                                                                      |
| Bez barvy         | Nezúčastnil se (prázdné)                                                                |
| Označení          | Význam                                                                                  |
| Tučnost           | Pole position                                                                           |
| Kurzíva           | Nejrychlejší kolo                                                                       |
| †                 | Jezdec nedojel do cíle, ale byl klasifikován, protože odjel více než 90 % délky závodu. |
| ‡                 | Byl udělován poloviční počet bodů, protože bylo odjeto méně než 75 % délky závodu.      |
| Horní index       | Umístění bodujících jezdců ve sprintu                                                   |

| Rok  | Šasi          | Motor                                      | Pneu | No. | Jezdci           | 1   | 2   | 3   | 4   | 5   | 6   | 7   | 8   | 9   | 10  | 11  | 12  | 13  | 14  | 15  | 16  | 17  | 18  | 19  | 20  | 21   | 22  | Body | Umístění |
| ---- | ------------- | ------------------------------------------ | ---- | --- | ---------------- | --- | --- | --- | --- | --- | --- | --- | --- | --- | --- | --- | --- | --- | --- | --- | --- | --- | --- | --- | --- | ---- | --- | ---- | -------- |
| 2022 | McLaren MCL36 | Mercedes-AMG F1 M13 E Performance 1.6 V6 t | P    |     |                  | BHR | SAU | AUS | EMI | MIA | ESP | MON | AZE | CAN | GBR | AUT | FRA | HUN | BEL | NED | ITA | SGP | JPN | USA | MXC | SAP  | ABU | 159  | 5.       |
| 2022 | McLaren MCL36 | Mercedes-AMG F1 M13 E Performance 1.6 V6 t | P    | 3   | Daniel Ricciardo | 14  | Ret | 6   | 18  | 13  | 12  | 13  | 8   | 11  | 13  | 9   | 9   | 15  | 15  | 17  | Ret | 5   | 11  | 16  | 7   | Ret  | 9   | 159  | 5.       |
| 2022 | McLaren MCL36 | Mercedes-AMG F1 M13 E Performance 1.6 V6 t | P    | 4   | Lando Norris     | 15  | 7   | 5   | 3   | Ret | 8   | 6   | 9   | 15  | 6   | 7   | 7   | 7   | 12  | 7   | 7   | 4   | 10  | 6   | 9   | Ret7 | 6   | 159  | 5.       |